# 호세인 타바콜리
호세인 타바콜리(페르시아어: حسین توکلی, Hossein Tavakkoli, 1978년 1월 10일~)는 이란의 역도 선수이다. 2000년 하계 올림픽때 남자 헤비급 부문에서 금메달을 획득했다.